# Седрик Вилани
Седрик Вилани (на френски: Cédric Villani) е френски учен математик и политик, автор на произведения в жанра научна и научно-популярна литература, биография и мемоари.

## Биография и творчество
Седрик Патрик Тиери Вилани е роден на 5 октомври 1973 г. в Брив ла Гаярд, Нова Аквитания, Франция. Учи в родния си град и в Тулон, където завършва гимназия. После учи в подготвителен клас в лицея „Луи-ле-Гран“ и следва във Висшето нормално училище в Париж, където започва да следва през 1992 г. Избран е за председател на студентската асоциация през 1994 г. като е особено ангажиран в организирането на 200-годишнината на училището. През 1994 г. преминава агрегацията по математика (класиран е на 6-то място) и получава магистърска степен по „Числен анализ“ от Университет „Париж-VI: Пиер и Мария Кюри“. След това специализира в математическия анализ, като прави своята изследователска дисертация „Принос към математическото изследване на газове и плазми“ (за ефектите от сблъсъците на молекулите в газовете и увеличаването на ентропията според теорията на Болцман) под ръководството на Пиер-Луи Лайънс и получава докторска степен от Университета Пари-Дофин през 1998 г.
В периода 1996 – 2000 г. е сътрудник в Екол нормал. През 2000 г. става професор във Висшето нормално училище в Лион, а след това в Университета на Лион. Заема различни гостуващи позиции в Технологичния институт на Джорджия (1999), в Калифорнийския университет в Бъркли (2004) и в Института за напреднали изследвания в Принстън (2009). В периода 2007 – 2010 г. е член на Университетския институт на Франция.
Дейността му като учен математик се фокусира по-специално върху изучаването на частични диференциални уравнения в статистическата физика, по-специално върху уравнението на Болцман, а също така работи върху нелинейното демпфиране на Ландау и оптималния транспорт и неговите приложения в диференциалната геометрия. За работата си върху затихването на Ландау и уравнението на Болцман е удостоена с Филдсов медал през 2010 г. В периода 2009 – 2017 г. е директор на Института „Анри Поанкаре“ към университета Сорбона. От септември 2010 г. e професор в Университет Клод-Бернар Лион-I. От септември 2022 г. е професор в Института за напреднали научни изследвания в Бюр сюр Ивет. Служи като говорител на френската математическа общност в медиите и политическите кръгове.
От 2010 г. той участва в популяризирането на научната математика сред различни аудитории. Първата му книга „Живата теорема“ в тази насока е издадена през 2012 г. и разказва за годините му за изследване в периода 2008 – 2010 г. Книгата печели наградата „Франсоа-Мориак“ от Френската академия за 2013 г.
През 2015 г. е издадена книгата му „Лунни мечтатели“, в която са представени биографиите и постиженията на Вернер Хайзенберг, Алън Тюринг, Лео Силард и Хю Даудинг, важни и тайни участници в едно приключение, надхвърлящо възможностите им – Втората световна война.
Седрик Вилани е член на Френската академия на науките (от 2013 г.) и на Папската академия на науките (от 2016 г.), а от 2022 г. е сътрудник на Международния научен съвет. През 2009 г. получава отличието Кавалер на Националния орден за заслуги на Франция, и през 2011 г. отличието Кавалер на Ордена на почетния легион. Освен тях получава наградата „Жак Ербранд“, наградата на Европейското математическо общество, наградата „Ферма“ и наградата „Анри Поанкаре“.
Седрик Вилани решава да се включи в политиката през 2014 г., като първоначално подкрепя социалистката Ан Идалго на общинските избори. Три години по-късно той се присъединява към движението „Република, напред!“ на Еманюел Макрон и подкрепя президентската му кампания през 2017 г. През 2017 г. е избран за депутат в Законодателното събрание на Петата френска република...
През 2020 г. нов вид паяк от семейство Araneidae, Araniella villanii, е кръстен на негово име.
Седрик Вилани живее в Париж.

## Произведения
- Art et folie (1973)[1]
- Limites hydrodynamiques de l’équation de Boltzmann (2002)
- Topics in Optimal Transportation (2003)
- Mathematics of granular materials (2006)
- Optimal transport, old and new (2009)
- Hypocoercivity (2009)
- Théorème vivant (2012) – мемоари, с Едмон Бодоен (художник)
Живата теорема, изд. „Парадокс“ (2015), прев. Владимир Сунгарски
- Les Rêveurs lunaires : Quatre génies qui ont changé l'Histoire (2015) – с Едмон Бодоен 
Лунни мечтатели (Четири гения, променили историята), изд.: ИК „Колибри“, София (2018), прев. Венелин Пройков
- Les Coulisses de la création (2015) – Карол Бефа
- Freedom in Mathematics (2016) – с Пиер Картие
- Birth of a Theorem (2015)
- Les mathématiques sont la poésie des sciences (2018)
- Ballade pour un bébé robot (2018) – с Едмон Бодоен
- Immersion – De la science au Parlement (2019)
- Le nouveau Paris – Rallumons la Ville Lumière (2020)
- De mémoire vive (2022)